# きみの知らないところで世界は動く
『きみの知らないところで世界は動く』（きみのしらないところでせかいはうごく）は、片山恭一による日本の小説。2005年11月28日にテレビドラマ化。当初、1995年に新潮社から出版されたが、2003年にポプラ社、2006年から小学館文庫と出版社が変わっている。　

## 登場人物
北村 和哉

杉浦 カヲル

ジーコ

## テレビドラマ
NHK松山放送局の制作により、2005年10月29日19:30 - 20:45に四国地方のみで、NHK総合テレビで放送された。同年11月28日にNHK-BShiで放送され、2006年1月2日23:10 - 24:25に総合テレビで全国放送された。

### キャスト
- 北村和哉 - 鶴見辰吾（1970年代：細田よしひこ）
- 杉浦カヲル - 奥貫薫（1970年代：前田亜季）
- ジーコ - 浅利陽介

和哉の親友
- 北村弘 - 斉藤暁

和哉の父
- 北村友子 - 渡辺えり子

和哉の母
- 杉浦秀雄 - 三浦浩一

カヲルの父
- 杉浦祥子 - 大沢逸美

カヲルの母
- 杉浦みどり - キタキマユ

カヲルの姉

### スタッフ
- 原作 - 片山恭一　『きみの知らないところで世界は動く』
- 脚本 - 岡田恵和
- 主題歌 - ニール・ヤング「Heart Of Gold」
- 愛媛ことば指導 - 田内和代
- 談事指導 - 平林茂代
- 撮影協力 - 愛媛県宇和島市
- 制作統括 - 越智篤志
- 技術 - 山中徳唯
- 美術 - 小川有紀
- 音響効果 - 山田正幸
- 撮影 - 宮内清吾
- 照明 - 西村太志
- 音声 - 馬越朝広
- 映像技術 - 水本祐二
- 編集 - 大庭弘之
- 演出 - 松園武大、大友啓史
- 制作著作 - NHK松山